# Deklaracja inicjacji procesu niepodległościowego Katalonii
Deklaracja inicjacji procesu niepodległościowego Katalonii – uchwała przyjęta przez parlament autonomicznej Katalonii 9 listopada 2015 r., ogłaszająca rozpoczęcie procesu odłączania się Katalonii od Hiszpanii celem utworzenia niepodległej republiki.
Za przyjęciem deklaracji zagłosowało 72 ze 135 posłów, tj. niepodległościowa koalicja Junts Pel Sí oraz skrajnie lewicowa CUP, a pozostałe kluby głosowały przeciw. W następstwie tego aktu hiszpański trybunał konstytucyjny w grudniu 2015 jednomyślnie orzekł, że katalońska deklaracja niepodległości jest nielegalna i nieważna, a łamanie hiszpańskiej konstytucji nieprzewidującej secesji poszczególnych prowincji skutkować może sankcjami karnymi wobec władz lokalnych oraz zawieszeniem autonomii Katalonii.
W następstwie tego orzeczenia premier Katalonii Artur Mas zwrócił się do władz w Madrycie z propozycją rozmów na temat referendum niepodległościowego, które zgodnie z konstytucją Hiszpanii byłoby legalne jedynie wówczas, gdyby odbyło się w całej Hiszpanii, a nie tylko w Katalonii. Wobec braku możliwości porozumienia 6 września 2017 r. parlament Katalonii przegłosował przeprowadzenie 1 października referendum niepodległościowego, mimo jego nielegalności z punktu widzenia hiszpańskiego prawa. Mimo propozycji władz katalońskich, by zalegalizować referendum poprzez przeprowadzenie go w całej Hiszpanii, władze hiszpańskie całkowicie odrzuciły możliwość secesji Katalonii. Autonomiczny rząd kataloński przygotował także ustawę o jednostronnym ogłoszeniu secesji na wypadek zablokowania referendum.
14 września przywódcy koalicji niepodległościowej obwieścili start kampanii referendalnej na arenie w Tarragonie, uruchomiono stronę informacyjną kampanii, zaczęto rozklejać plakaty plebiscytowe, zaczęto werbować ochotników do komisji wyborczych. W odpowiedzi rząd Hiszpanii wzmocnił siły policyjne w Katalonii.
19 września hiszpańska policja aresztowała 14 przedstawicieli katalońskiego rządu zaangażowanych w organizację referendum, m.in. wiceprezydenta Katalonii Oriola Junquerasa. Zajęto także departamenty gospodarki, spraw zagranicznych, pracy i spraw społecznych, centrum telekomunikacji oraz siedzibę fundacji, która zarządzała katalońskimi stronami internetowymi, a celem tych działań było poszukiwanie dowodów na zamiar przeprowadzenia referendum.
W odpowiedzi na aresztowania prezydent katalońskiego parlamentu Jordi Sánchez i Picanyol wezwał mieszkańców do pokojowego oporu.